# 줄리앙 시투
줄리앙 시투(프랑스어: Julien Cétout, 1987년 1월 2일 ~ )는 프랑스의 전 축구 선수이다.